# Андроник Йосифчев
Андроник Димитров Йосифчев е български възрожденец, учител и общественик от Македония.

## Биография
Андроник Йосифчев е роден в 1816 година в Охрид, тогава в Османската империя. Андроник е най-малкият от три сестри и двама братя, а баща му се занимава с търговия на кожухарски изделия. Започва да учи в новото училище в Охрид, в което се преподава на гръцки език. Ученик е на Димитър Миладинов, който му преподава гръцки, френски и италиански и при когото завършва средното си образование. По желание на Миладинов Андроник става негов помощник. След като завършва охридската гимназия, Йосифчев за кратко се занимава със занаята на баща си.
След като Миладинов напуска Охрид, митрополит Калиник Преспански и Охридски назначава Андроник за учител в града в 1838 година. Учителстването на Андроник в Македония продължава 45 години, като в родния си град с прекъсвания преподава 24 години. В Ресен учителства една година. Около 1850 година учител в Дойран е Йосифчев, който преподава само на гръцки, но и разпространява идеята за българската просвета. След това става учител в Кукуш. Въпреки че преподава на гръцки, Йосифчев работи за развитието на българската просвета в града и предпазва жителите от католическата пропаганда. Андроник Йосифчев оказва голяма помощ в първия опит за уния в Кукуш в 1859 година. Кузман Шапкарев замества Йосифчев на учителското място в Кукуш в 1865 година.
Йосифчев работи като учител в Нигрита четири години, в Струга - две години, в Търново, Битолско - една година, в Дойран - две години и в Маловище и Магарево — по една година. Съдейства за въвеждането на български език като официален в училищата и църквата в Дойран в 1871 година. Поддържа кореспонденция със Стефан Веркович.
В 1882 година Андроник спира учителската си дейност. Скоро след това е поканен от Охридската българска община да стане неин секретар, която длъжност изпълнява една година. С цел изкарване на прехрана учителства в девическото училище в Охрид и по искане на българите във влашките махали, отваря българско училище там. След освобождението на България Йосифчев започва да преподава на български език. В 1893 година се мести в София заедно със семейството си, където умира на 20 септември 1900 година на 84 години или на 19 февруари 1901 година според друг източник.
Кузман Шапкарев пише за него:
| „ | Тук не се касае за описванието на всичките му [на Димитър Миладинов] ученици, което би било много отегчително за г. г. читателите, а само за двама от тях, гореспоменатите именно, за пок. пок. Андроник Йосифчев и Янаки Г. Стрезов като най-ближни и най-непосредствени негови продължители и, така да се каже, верни наследници както по учебното дело, така и по народното ни възраждание. Те като граждани са били твърде съобщителни и скромни, особито Янаки Стрезов, а като учители – сериозни и предадени на работата си; за нищо друго не се разговаряха освен за напредъка на науката. Аз като момче още и ученик често пъти, като ги срещах при раздялата от вечерната им разходка, не слушах друго от них освен разговори по науката. Те бяха всекога трезвени до неимоверност, тъй като те като от чума отбягваха от употреблението на какъвто и да било вид алкохол или никотин. Те не знаеха що е кафене или механа, що е билярд, табла или карти; що е гуляй или каквото и да било увеселение, седенки например и пр. По педагогията само се различаваха малко един от друг. Андроник Йосифчев към учениците си беше много строг, която му строгост понякога надминаваше и границите – достигаше до грубост и свирепост (а пък, чудно нещо, на старите си години той стана кротък като ягне, щото някои от по хайманите му ученици почнаха и да го подиграват). От друга страна, Янаки Стрезов отначало още бе умерен в строгостта и такъв си остана и докрай, както по обхождение с учениците си, така и по отношение на наказуемостта в случай на наказуеми престъпки от тяхна страна. В това отношение тие двама неразделни другари се различаваха един от друг. При това Андр. Йосифчев обичаше често леката ирония, подигравката, по примера на учителя си Д. Миладинов, но в по-широк размер, а в същето време запазваше сериозността и намръщеността си, когато Д. Миладинов всекога биваше усмихнат, а пък Стрезов всекога сериозен и тих. Ние никога не сме виждали Ан. Йосифчев да се насмее, а Миладинова – всекога. | “ |

Синове на Андроник са Димитър, Иван и Кръстьо Йосифчеви.